# Таврическ (станция)
Таврическ (укр. Таврійськ; до 1898 года Васильевка, до 1956 года Попово) — узловая грузопассажирская железнодорожная станция Запорожской дирекции Приднепровской железной дороги.

## Описание
Расположена в городе Васильевке Запорожской области между станциями Плавни (17 км), Бурчак (10 км) и Каховское Море (26 км).
По станции останавливаются пригородные поезда и единственный ночной пассажирский поезд «Таврия» № 318/317 Кривой Рог, Запорожье — Одесса.
Рядом со станцией расположена Усадьба Попова, известный памятник архитектуры 2-й половины XIX века, дворцово-парковый ансамбль в Запорожской области, ныне Васильевский историко-архитектурный музей-заповедник «Усадьба Попова».

## История
Станция была открыта в 1874 году во время прокладки главного хода частной Лозово-Севастопольской железной дороги.
В 1969 году станция электрифицирована в составе участка Запорожье I — Мелитополь.